# 明四家
明四家，又称吴门四家，是指四位著名的明代画家：沈周、文征明、唐寅和仇英。此一名稱，是相對於「元四家」而來。由于他们均为南直隶苏州府人，活跃于今苏州（别称“吴门”）地区，所以又称为“吴门四杰”或“天门四杰”。自沈周开创，以四人为代表的吴门画派，基本上被認為是繼承元四家的文人畫傳統接續下來的體系，自晚明之後成為中國傳統繪畫的主流，特別是在山水画的部份。
吴门四家中的沈周与文征明，是吴派文人画最突出的代表，他们的绘画创作以山水为主，无论淡雅的青绿，还是沉雄、文秀的水墨，大多描写江南风光和文人园林。他们以诗书画三位一体抒写情怀，山水画以水墨及水墨淡着色引人注意，都有粗细两种面目。“吴门四家”中的唐寅与仇英分别代表吴门四家中的另外两种类型：唐寅修养广博，诗书画俱佳，号称“江南第一才子”。他阅历较广，入世较深，故题材范围宽广，古今皆能，不拘一格；仇英文化修养不博，专画传统题材，但摹古功底深厚，尤擅长工笔重彩人物与青绿山水，作风严谨不拘。

## 相關連結
- 沈周
- 文徵明
- 唐寅
- 仇英

|                                | 明四家 又称：吴门四家、吴门 四杰、天门四杰 |
| 沈周 \| 文征明 \| 唐寅 \| 仇英 |                                            |